# حصن أسود
حصن أسود أحد الحصون التاريخي الواقعة في ولاية شناص في سلطنة عمان، والتي يقدر عددها بأكثر من 35 حصنا، يقع الحصن في قرية أسود على مسافة تقدر بنحو 8 كم باتجاه الغرب من الشارع العام، يشتمل الحصن على برجين رئيسين استخدما قديما للمراقبة، وبرج دائري وهو الرئيسي الذي يطل على القرية من ثلاث جهات عبر نوافذه العلوية، إلى جانب البرج المربع من الجهة الشرقية من الحصن والذي يستخدم كمقر للمراقبة وتخزين الاحتياجات الأساسية لمستلزمات الحصن في السابق.

## معرض الصور

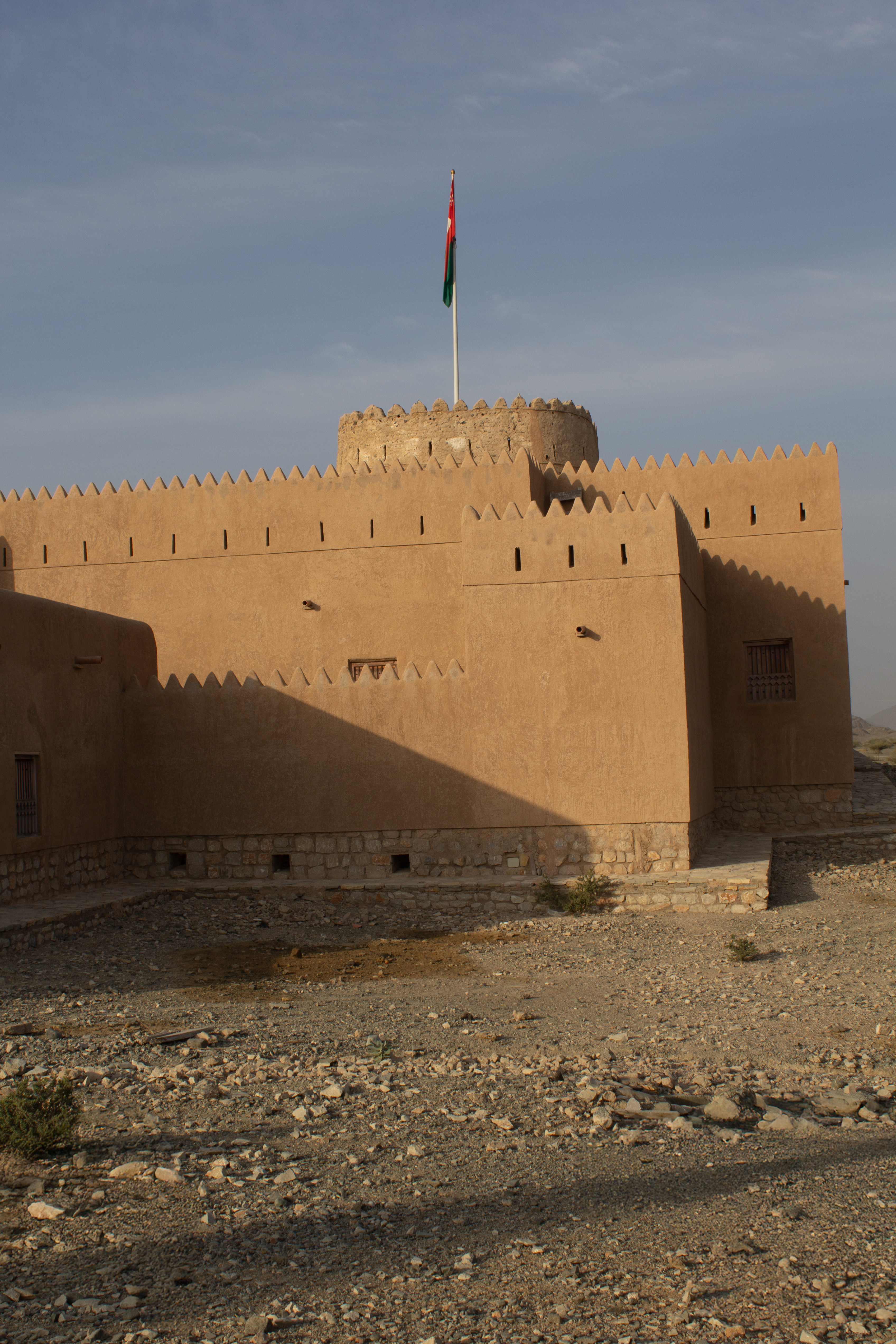
صورة لحصن قرية أسود من الأمام في ولاية شناص، سلطنة عمان
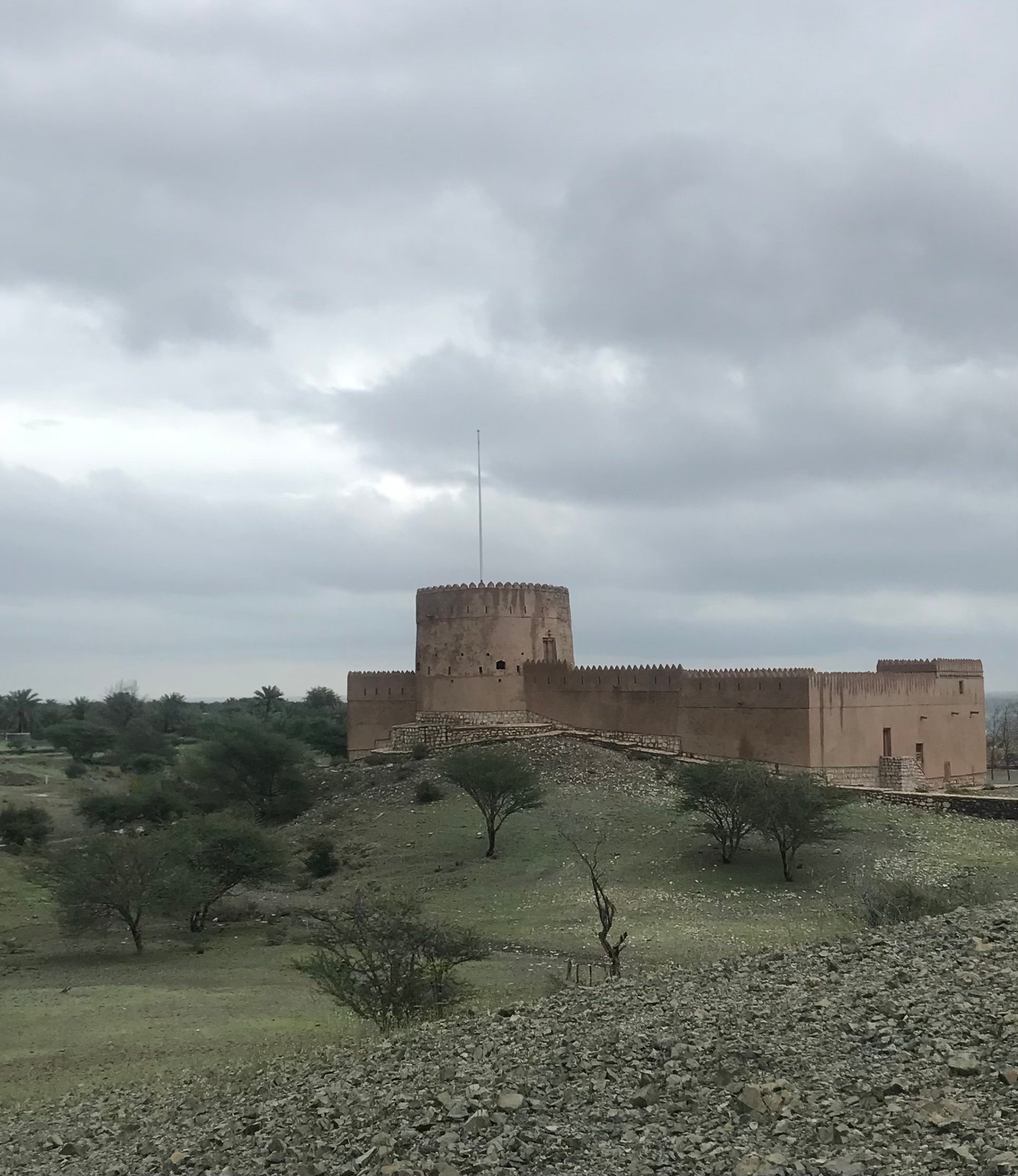
صورة لحصن قرية أسود خلال موسم الامطار في ولاية شناص، سلطنة عمان.